# Аятське (Росія)
Ая́тське (рос. Аятское) — село у складі Нев'янського міського округу Свердловської області.
Населення — 746 осіб (2010, 876 у 2002).
Національний склад станом на 2002 рік: росіяни — 93 %.